# Coendou roosmalenorum
Coendou roosmalenorum — вид гризунів родини голкошерстові (Erethizontidae). 

## Поширення
Вид знаходиться на півночі Бразилії.

## Поведінка
Дуже рідкісний і мало що відомо про нього. Місцевість звідки були взяті зразки характерна високими плантаціями каучукового дерева, бразильських горіхів та інших дерев.

## Загрози та охорона
Про загрози й проживання в природоохоронних зонах даних нема.